# Michele Cortese
Michele Cortese (Gallipoli, 27 de septiembre de 1985) es un cantante italiano, ganador de la primera edición X Factor Italia  y de la 56.ª versión del Festival Internacional de la Canción de Viña del Mar en 2015, con la canción "Per Fortuna".

## Carrera artística

### X Factor
En 2008, Michele Cortese participó y venció, junto a Aram Quartet, la primera edición de la versión italiana de X Factor.

### Festival de Viña del Mar
Cortese fue el ganador de la competencia internacional de quincuagésima sexta versión del Festival Internacional de la Canción de Viña del Mar en 2015 con la canción “Per Fortuna”, en las categorías “mejor canción” y “mejor intérprete”. La canción ganadora del certamen fue escrita compuesta por su coterráneo, Franco Simone.

### The Voice Chile
Durante el año 2015, Cortese se desempeñó como co-coach en el equipo de Franco Simone en la primera temporada del programa The Voice Chile de Canal 13.